# Billie Turf
Billie Turf is een stripfiguur. Zijn bijnaam is "het dikste studentje ter wereld". In de jaren zestig en zeventig verschenen de avonturen van Billie Turf in Sjors en later nog eens in Eppo en Eppo Wordt Vervolgd. In de jaren zeventig hebben de strips ook in Libelle gestaan.
De strip is een vertaling van de Engelse strip Billy Bunter. Deze strip was gebaseerd op verhalen van Frank Richards (pseudoniem van Charles Hamilton). Het eerste verhaal van Billy Bunter verscheen in 1908 in het eerste nummer van The Magnet Library. In de Nederlandse vertaling van die boeken, in de jaren 20, heette het personage Billy Blunder.<ref[>https://eboek.info/stripboeken/strips-billie-turf] [dode link]</ref> Vanaf 1939 verscheen in Engeland ook een strip van Billy Bunter, in Knock-out Comic.
Billie zit op een kostschool. Hij heeft een hekel aan school en lichaamsbeweging en is dol op taartjes en lekker eten. Zijn antwoorden op proefwerkvragen luiden meestal: "weet niet", of: "onbekend". Andere figuren uit de strip zijn meester Kwel (Mr Quelch) en Bessie Turf, het al even dikke zusje van Billie die ook een eigen stripserie had. Meester Kwel heeft de gewoonte om na het lezen van Billies proefwerkantwoorden Billie met een Spaans rietje op zijn omvangrijke achterwerk te slaan.
De strips die in Nederland werden gepubliceerd waren veelal van de hand van de tekenaar Reg Parlett.

## Films
De Nederlandse filmmaker Henk van der Linden maakte drie speelfilms over Billie Turf: Billy Turf het dikste studentje ter wereld (1978), Billy Turf Haantje de voorste (1981) en Billy Turf contra Kwel (1982).

## Albums
| Nummer | Titel                      | Schrijver en tekenaar |
| ------ | -------------------------- | --------------------- |
| 1      | Deel 1                     | Frank Richards        |
| 2      | Deel 2                     | Frank Richards        |
| 3      | Deel 3                     | Frank Richards        |
| 4      | Deel 4                     | Frank Richards        |
| 5      | Deel 5                     | Frank Richards        |
| 6      | Deel 6                     | Frank Richards        |
| 7      | Deel 7                     | Frank Richards        |
| 8      | Deel 8                     | Frank Richards        |
| 9      | Deel 9                     | Frank Richards        |
| 10     | Deel 10                    | Frank Richards        |
| 11     | Deel 11                    | Frank Richards        |
| 12     | Deel 12                    | Frank Richards        |
| 13     | Deel 13                    | Frank Richards        |
| 14     | Deel 14                    | Frank Richards        |
| 15     | Deel 15                    | Frank Richards        |
| 16     | Deel 16                    | Frank Richards        |
| 17     | Deel 17                    | Frank Richards        |
| 18     | Deel 18                    | Frank Richards        |
| 19     | Deel 19                    | Frank Richards        |
| 20     | Deel 20                    | Frank Richards        |
| 21     | Deel 21                    | Frank Richards        |
| 22     | Dikke pret                 | n.v.t.                |
| 23     | Haantje de voorste         | n.v.t.                |
| 24     | De verschrikkelijke Billie | Frank Richards        |
| 25     | Bij de beesten af          | Reg Parlett           |
| 26     | Hap slik weg               | Reg Parlett           |
| 27     | Geen zee te hoog           | Reg Parlett           |
| 28     | Lekkerbekje                | Reg Parlett           |
| 29     | Smulpaapje                 | Reg Parlett           |
| 30     | Dobbertje                  | Reg Parlett           |
| 31     | Haasje over                | Reg Parlett           |
| 32     | Bolletje rond              | Reg Parlett           |
| 33     | Lekkere trek               | Reg Parlett           |
| 34     | Dubbel dik                 | Reg Parlett           |
| 35     | Bolleboos                  | Reg Parlett           |

## Trivia
- Op blz. 14 van het tweede deel van de stripreeks Van Nul tot Nu worden enkele 17de-eeuwse turfwinners afgebeeld. Op de achtergrond staat ook Billie Turf uit te zweten.
- In het Urbanusalbum De vettige vampiers gaat het gezin Urbanus een reuzenrad in. Om te kunnen dalen moeten ze ervoor zorgen dat ze méér wegen dan de mensen in de onderste gondels. Urbanus schrikt wanneer hij ziet wat voor dikzakken dat zijn, namelijk Billie en Bessie Turf.
- In het Belgische voetbalseizoen 2009-2010 werd trainer Hein Vanhaezebrouck door een Genk-supporter tijdens de wedstrijd Kortrijk-Genk uitgemaakt voor "Billie Turf". De supporter kreeg hiervoor in 2010 vier maanden stadionverbod en 300 euro boete.[3]